# Такла Макан
Такла Макан (срп. Уђеш, а не изађеш) је пустиња у централној Азији, у Таримској котлини између планине Квен Лун на југу, Тијен Шан на сјеверу и Памир на западу. Укупна површина пустиње износи око 270.000 km². Територијално припада НР Кини.
На истоку се отвара таримска завала, па је на ивичном дијелу пустиње смјештено језеро Лоп Нур (такозвано Лутајуће језеро) у које се улива ријека Тарим. На овом подручју преовладава пустињска клима, а на њу утиче више чинилаца: велика удаљеност од мора, рељефна затвореност (високе планине проузрокују скретање ваздушних маса, стога на овом подручју има веома мало падавина).
Малобројно номадско становништво које се бави сточарством претежно насељава ивичне дијелове пустиње и висоравни. Пољопривреда није развијена због суше, а густина насељености ријетка.

## Етимологија
Док се већина истраживача слаже да је makan персијска реч за „место“, етимологија речи Такла је мање јасна. Реч може бити ујгурска позајмица од персијског tark, „оставити самог/напоље/иза, препустити се, напустити” + макан. Друго могуће објашњење сугерише да је изведено из туркијског taqlar makan, који описује „место рушевина“. Кинески научници Ванг Гуовеј и Хуанг Венби су то име повезали са Тохарцима, историјским народом Таримског басена, дајући значење за „Такламакан“ сличним са „Тохаристаном“. Према ујгурском научнику Турди Метурсун Кари, име Такла Макан потиче од израза Терк-и Мекан. Име се први пут помиње као Терк-и Макан (ترك مكان / trk mkan) у књизи под називом Теварихи Мускијун, која је написана 1867. године у префектури Хотан у Синђану.
У народној етимологији, каже се да значи „место без повратка” или „уђи и никад нећеш изаћи”.

## Географија
Пустиња Такламакан има површину од 337.000 km2 (130.000 sq mi), што је чини нешто мањом од Немачке. Пустиња је део Таримског басена, који је дугачак 1.000 km (620 mi) и широк 400 km (250 mi). На њеној северној и на јужној ивици је пресецају два крака Пута свиле, којима су путници покушавали да избегну сушну пустош. То је друга по величини светска пустиња која се помера, при чему се око 85% њене површине састоји од пешчаних дина, и заузима 17. место по величини на ранг листи највећих пустиња на свету. Дине се крећу у висини од 60 ft (18 m) до чак 300 ft (91 m). Неколико пукотина у овом мору песка су мали делови алувијалне глине. Генерално, стрмије стране дина су окренуте даље од преовлађујућих ветрова.
Народна Република Кина изградила је два пустињских аутопута. Пустињски аутопут Тарим повезује градове Хотан (на јужној ивици) и Лунтај (на северној ивици), а пут Бајингол-Жуоћанг прелази пустињу на истоку.
Последњих година пустиња се проширила у неким областима, њен песак обавија фарме и села као резултат дезертификације.
„Када сам се једног јутра пробудио, открио сам да не могу да отворим врата због тежине песка који се накупио преко ноћи. Моји усеви су били закопани, тако да нисам имао избора него да се преселим“ – Мемет Симај, становник округа Ћира.
Железничка пруга Голмуд-Корла такође пролази кроз Такламакан.
Именоване области у пустињи укључују Халама, Алангха и Мајкоцако. Планине Мазартаг налазе се у западном делу пустиње.

## Клима
Пошто лежи у кишној сенци Хималаја, Такла Макан има хладну пустињску климу. С обзиром на њену релативну близину са хладним до фригидним ваздушним масама у Сибиру, екстремне температуре се бележе зими, понекад знатно испод −20 °C (−4 °F), док лети могу порасти и до 40 °C (104 °F). Током епизоде кинеске зимске олује 2008. године, Такла Макан је, по први пут у својој забележеној историји, био прекривен у потпуности танким слојем снега који је достигао 4 cm (1,6 in), са температуром од −26,1 °C (−15 °F) у неким опсерваторијама.
Њен екстремни положај у унутрашњости, практично у самом срцу Азије и хиљадама километара од било које отворене водене површине, објашњава донекле велике дневне температурне варијације.
| Клима Такла Маканске пустиње (Таџонг, 1981−2010 нормале) | Клима Такла Маканске пустиње (Таџонг, 1981−2010 нормале) | Клима Такла Маканске пустиње (Таџонг, 1981−2010 нормале) | Клима Такла Маканске пустиње (Таџонг, 1981−2010 нормале) | Клима Такла Маканске пустиње (Таџонг, 1981−2010 нормале) | Клима Такла Маканске пустиње (Таџонг, 1981−2010 нормале) | Клима Такла Маканске пустиње (Таџонг, 1981−2010 нормале) | Клима Такла Маканске пустиње (Таџонг, 1981−2010 нормале) | Клима Такла Маканске пустиње (Таџонг, 1981−2010 нормале) | Клима Такла Маканске пустиње (Таџонг, 1981−2010 нормале) | Клима Такла Маканске пустиње (Таџонг, 1981−2010 нормале) | Клима Такла Маканске пустиње (Таџонг, 1981−2010 нормале) | Клима Такла Маканске пустиње (Таџонг, 1981−2010 нормале) | Клима Такла Маканске пустиње (Таџонг, 1981−2010 нормале) |
| Показатељ \ Месец                                        | .Јан.                                                    | .Феб.                                                    | .Мар.                                                    | .Апр.                                                    | .Мај.                                                    | .Јун.                                                    | .Јул.                                                    | .Авг.                                                    | .Сеп.                                                    | .Окт.                                                    | .Нов.                                                    | .Дец.                                                    | .Год.                                                    |
| -------------------------------------------------------- | -------------------------------------------------------- | -------------------------------------------------------- | -------------------------------------------------------- | -------------------------------------------------------- | -------------------------------------------------------- | -------------------------------------------------------- | -------------------------------------------------------- | -------------------------------------------------------- | -------------------------------------------------------- | -------------------------------------------------------- | -------------------------------------------------------- | -------------------------------------------------------- | -------------------------------------------------------- |
| Апсолутни максимум, °C (°F)                              | 16,3 (61,3)                                              | 17,2 (63)                                                | 32,7 (90,9)                                              | 37,0 (98,6)                                              | 38,2 (100,8)                                             | 41,6 (106,9)                                             | 45,6 (114,1)                                             | 42,7 (108,9)                                             | 39,5 (103,1)                                             | 31,9 (89,4)                                              | 24,7 (76,5)                                              | 16,7 (62,1)                                              | 45,6 (114,1)                                             |
| Максимум, °C (°F)                                        | −0,3 (31,5)                                              | 7,1 (44,8)                                               | 17,3 (63,1)                                              | 25,3 (77,5)                                              | 30,5 (86,9)                                              | 34,8 (94,6)                                              | 36,1 (97)                                                | 35,6 (96,1)                                              | 30,5 (86,9)                                              | 22,3 (72,1)                                              | 11,5 (52,7)                                              | 1,5 (34,7)                                               | 21,02 (69,83)                                            |
| Просек, °C (°F)                                          | −9,3 (15,3)                                              | −2,1 (28,2)                                              | 8,3 (46,9)                                               | 16,5 (61,7)                                              | 22,3 (72,1)                                              | 26,9 (80,4)                                              | 28,3 (82,9)                                              | 27,5 (81,5)                                              | 21,7 (71,1)                                              | 12,0 (53,6)                                              | 0,9 (33,6)                                               | −7,9 (17,8)                                              | 12,09 (53,76)                                            |
| Минимум, °C (°F)                                         | −17,3 (0,9)                                              | −11,4 (11,5)                                             | −1,2 (29,8)                                              | 7,3 (45,1)                                               | 13,6 (56,5)                                              | 18,7 (65,7)                                              | 20,6 (69,1)                                              | 19,0 (66,2)                                              | 12,4 (54,3)                                              | 1,9 (35,4)                                               | −8,0 (17,6)                                              | −15,4 (4,3)                                              | 3,35 (38,03)                                             |
| Апсолутни минимум, °C (°F)                               | −32,6 (−26,7)                                            | −32,7 (−26,9)                                            | −12,3 (9,9)                                              | −8,3 (17,1)                                              | 1,2 (34,2)                                               | 7,2 (45)                                                 | 11,1 (52)                                                | 6,8 (44,2)                                               | 0,6 (33,1)                                               | −8,4 (16,9)                                              | −18,0 (−0,4)                                             | −24,7 (−12,5)                                            | −32,7 (−26,9)                                            |
| Релативна влажност, %                                    | 54                                                       | 40                                                       | 24                                                       | 20                                                       | 24                                                       | 25                                                       | 30                                                       | 26                                                       | 27                                                       | 33                                                       | 45                                                       | 55                                                       | 33,6                                                     |
| Извор: China Meteorological Data Service Center          |                                                          |                                                          |                                                          |                                                          |                                                          |                                                          |                                                          |                                                          |                                                          |                                                          |                                                          |                                                          |                                                          |

## Оаза
Пустиња Такла Макан има врло мало воде што је чини опасном за прелазак. Трговачки каравани на путу свиле заустављали би се ради одушка у напредним градовима оазама. То је било је у непосредној близини многих древних цивилизација — на северозападу је басен Аму Дарје, на југозападу авганистански планински превоји воде до Ирана и Индије, на истоку је Кина, па чак и на северу древни градови као што је Алмати могу се наћи.
Кључни градови оазе, наводњени падавинама са планина, били су Кашгар, Миран, Нија, Јарканд и Хотан (Хетијан) на југу, Кука и Турпан на северу и Лоулан и Дуенхуанг на истоку. Сада су многи, као што су Миран и Гаочанг, разрушени градови у ретко насељеним подручјима у аутономној области Синђан у Народној Републици Кини.
Археолошка блага пронађена у његовим рушевинама затрпаним песком упућују на тохарске, ранохеленистичке, индијске и будистичке утицаје. Блага и опасности су живописно описали Аурел Стеин, Свен Хедин, Алберт фон Ле Кок и Пол Пелио. У ovom региону су пронађене мумије старе око 4000 година.
Касније су Такла Макан населили турскијски народи. Почевши од династије Хан, Кинези су спорадично ширили своју контролу на градове оазе у пустињи Такла Макан како би контролисали важну трговину путем свиле широм Централне Азије. Периоди кинеске владавине били су испресецани владавином турских, монголских и тибетанских народа. Садашње становништво се углавном састоји од турских Ујгура и етничких Хана.

## Научно истраживање
Ову пустињу је истраживало неколико научника, укључујући Сјуанxанга, будистичког монаха из 7. века, и у 20. веку, археолога Аурела Штајна.
Атмосферске студије атмосфере су показале да се прашина која потиче из Такла Макана разноси преко Пацифика, где доприноси формирању облака над западним Сједињеним Државама. Даље, путујућа прашина редистрибуира минерале из Такла макана у западне САД путем падавина. Студије су показале да специфична класа минерала која се налази у прашини, позната као К-фелдспат, посебно добро покреће стварање леда. К-фелдспат је посебно подложан корозији услед киселог загађења атмосфере, као што су нитрати и фосфати; изложеност овим састојцима смањује способност прашине да изазове стварање капљица воде.